# Melanchroia geometroides
Melanchroia geometroides är en fjärilsart som beskrevs av Walker 1854. Melanchroia geometroides ingår i släktet Melanchroia och familjen mätare. Inga underarter finns listade i Catalogue of Life.